# Inge Lieckfeldt
Inge Lieckfeldt (Szczecin, 4 oktober 1941) is een Oost-Duits langebaanschaatsster.
In 1964 nam Lieckfeldt deel aan de Wereldkampioenschap schaatsen allround vrouwen en aan de Olympische Winterspelen 1964 op de 1500 en 3000 meter.
Op 3 maart 1968 reed Lieckfeldt haar laatste wedstrijd.

## Records

### Persoonlijke records[6]
| Afstand    | Tijd    | Datum            | Baan     |
| ---------- | ------- | ---------------- | -------- |
| 500 meter  | 49,70   | 5 maart 1966     | Berlijn  |
| 1000 meter | 1.41,30 | 7 januari 1968   | Berlijn  |
| 1500 meter | 2.32,50 | 2 februari 1966  | Zakopane |
| 3000 meter | 5.19,20 | 14 december 1967 | Berlijn  |
| 5000 meter | 9.27,60 | 3 november 1967  | Berlijn  |